# Interplay (album)
Interplay est un album du pianiste de jazz Bill Evans enregistré et publié en 1962.

## Historique
Cet album, produit par Orrin Keepnews, a été initialement publié en 1962 par le label Riverside Records (RLP 445). Ce disque a été enregistré au Nola Penthouse Studio à New York en 1962 (16-17 juillet).
Cet album a été parfois réédité couplé avec l'album connu sous le titre de Loose Blues, sous le titre The interplays Sessions, la première fois en 1982 sous forme d'un double LP (Milestone, M 47066) puis sous la forme d'un cd unique réunissant les titres des deux albums.
En 1984, Orrin Keepnews a été récompensé par un Grammy Awards, catégorie Best album notes for a reissue, pour les notes de la pochette de The interplays Sessions. Il y racontait la genèse des deux sessions en quintet de 1962.

## Titres de l’album
| No | Titre                                                       | Auteur                                | Durée |
| -- | ----------------------------------------------------------- | ------------------------------------- | ----- |
| 1. | You and the Night and the Music                             | Howard Dietz, Arthur Schwartz         | 7:04  |
| 2. | When You Wish Upon a Star                                   | Leigh Harline, Ned Washington         | 5:45  |
| 3. | I'll Never Smile Again (prise 7)                            | Ruth Lowe                             | 6:32  |
| 4. | Interplay                                                   | Bill Evans                            | 8:14  |
| 5. | You Go To My Head                                           | J. Fred Coots, Haven Gillespie        | 5:06  |
| 6. | Wrap Your Troubles in Dreams (And Dream Your Troubles Away) | Harry Barris, Ted Koehler, Billy Moll | 6:24  |

Titre additionnel sur les rééditions en cd :
| No | Titre                            | Auteur    | Durée |
| -- | -------------------------------- | --------- | ----- |
| 7. | I'll Never Smile Again (prise 6) | Ruth Lowe | 6:38  |

## Personnel
- Bill Evans : piano
- Freddie Hubbard : trompette
- Jim Hall : guitare
- Percy Heath : contrebasse
- Philly Joe Jones : batterie

## À propos de l'album
Le répertoire est composé essentiellement de thèmes des années 1930-1940 (dont When you wish upon a star, chanson tirée du film Pinocchio des studios Disney) que Bill Evans a ré-harmonisé de manière « moderne ». Evans n'a composé qu'une pièce pour cet album, Interplay, un blues en fa mineur.